# George Colman
George Colman (Florència, abril 1732 - Londres, 14 d'agost de 1794) fou un poeta còmic anglès. És anomenat el Vell per distingir-lo del seu fill George Colman el Jove.
Era fill d'un resident anglès a la cort del Gran Duc de Toscana. Després d'estrenar diverses peces que van ser un gran èxit, es va convertir en un dels emprenedors del teatre de Covent Garden; al cap de poc temps va vendre la seva participació i va comprar la companyia del teatre Haymarket, que va conservar fins a la seva mort. Es va tornar boig al final de la seva vida.
És sobretot conegut per haver escrit The Clandestine Marriage, obra en la que es va basar Giovanni Bertati per escriure el seu llibret per a l'òpera de Cimarosa Il matrimonio segreto.